# Megachile canescens
Megachile canescens är en biart som först beskrevs av Gaspard Auguste Brullé 1832.  Megachile canescens ingår i släktet tapetserarbin, och familjen buksamlarbin. Inga underarter finns listade i Catalogue of Life.